# Paul Rießler

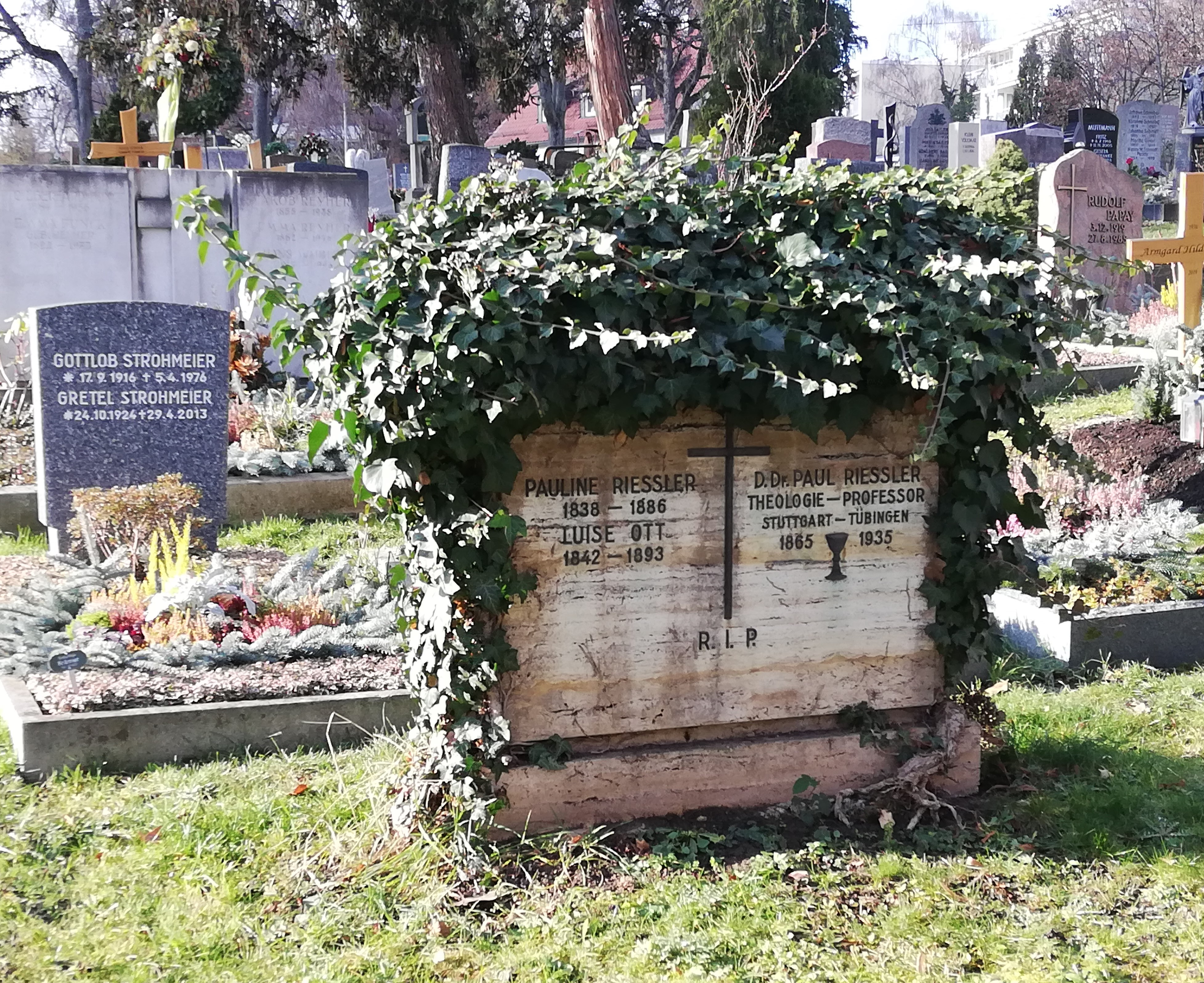
Grabstätte auf dem Stuttgarter Bergfriedhof

Paul Rießler (* 16. September 1865 in Stuttgart; † 16. September 1935 in Tübingen) war ein deutscher Orientalist, Theologe und Bibelübersetzer. Seit 1907 war er Professor für alttestamentliche Bibelexegese an der Eberhard Karls Universität Tübingen.

## Leben
Rießler war ein Sohn des Zimmermalers Aloys Rießler und dessen Ehefrau Caroline Pauline, geb. Straub. Seine Gymnasialzeit von 1874 bis 1880 verbrachte er in Stuttgart. 1884 begann Rießler sein Theologiestudium in Tübingen, wo er zugleich Alumne des Wilhelmstift war. Im Sommer 1889 wurde er zum Priester geweiht. Einige Jahre wirkte er seelsorglich als Vikar in Mergentheim und bis 1892 in Ellwangen. Von 1892 bis 1898 wurde Rießler als Repetent an das niedere Konvikt in Ehingen berufen und lehrte Hebräisch am dortigen Obergymnasium. 1898 begann er seinen Dienst als Stadtpfarrer in Blaubeuren. Gleichzeitig blieb Rießler trotz seiner Verpflichtungen der exegetischen Forschung eng verbunden. Von 1907 bis 1933 war er Professor der alttestamentlichen Theologie an der Universität Tübingen und Verfasser einer Reihe von weithin anerkannten Büchern, darunter Altjüdisches Schrifttum außerhalb der Bibel (1928). Seine erste Übersetzung des Alten Testaments wurde 1924 veröffentlicht.
Er war Mitglied der Theologengesellschaft Danubia Tübingen und seit 1907 Ehrenmitglied der katholischen Studentenverbindung AV Cheruskia Tübingen im CV.
Er starb 1935 in Tübingen. Seine letzte Ruhestätte fand er auf dem Bergfriedhof in Stuttgart-Berg.

## Publikationen
- Das Buch Daniel. Textkritische Untersuchung. Stuttgart, Wien: Roth, 1899
- Die kleinen Propheten oder das Zwölfprophetenbuch nach dem Urtext übersetzt und erklärt. Bader Verlag, 1911
- Der Untergang des Reiches Juda und das Exil im Rahmen der Weltgeschichte. Münster, Aschendorff, 1912
- Kriegspsalmen. Ausgewählte Psalmen Davids übersetzt und kurz erläutert. Kempten und München Kösel`sche Buchhandlung 1915
- Gebete der Heiligen Schrift. Übersetzt und herausgegeben von Prof. Dr. Paul Riessler. M. Gladbach, Rheinld.: Volksvereins-Verlag 1922
- Die Heilige Schrift des Alten Bundes [in zwei Bänden]. Nach dem Grundtext übersetzt. I. Band: Geschichtliche Bücher; II. Band: Weisheitsbücher, Psalmen, Propheten. Mainz, Matthias-Grünewald-Verlag, 1924
- Altjüdisches Schrifttum außerhalb der Bibel. Übersetzt und erläutert von Paul Rießler. Augsburg, Benno Filser Verlag, 1928 (Digitalisat; verschiedene Nachdrucke)
- Die Psalmen der allerseligsten Jungfrau Maria nach dem hl. Bonaventura. Franziskus-Druckerei, 1935
- Die Heilige Schrift des Alten und des Neuen Bundes. Übersetzt von Paul Riessler u. Rupert Storr. Einband-Ausgabe (einspaltig) Bonner Buchgemeinde, 1954